# Brizeaux
Brizeaux est une commune française située dans le département de la Meuse, en région Grand Est.

## Géographie

### Hydrographie
La commune est dans la région hydrographique « la Seine du confluent de l'Oise (inclus) à l'embouchure » au sein du bassin Seine-Normandie. Elle est drainée par la rivière Hardillon, le Grand Fossé des Bois, le ruisseau des Chevres, divers bras de la Rivière Hardillon, le Grand Fossé et divers autres petits cours d'eau,.
La rivière Hardillon, d'une longueur de 16 km, prend sa source dans la commune de Foucaucourt-sur-Thabas et se jette  dans l'Aisne à Villers-en-Argonne, après avoir traversé cinq communes. 

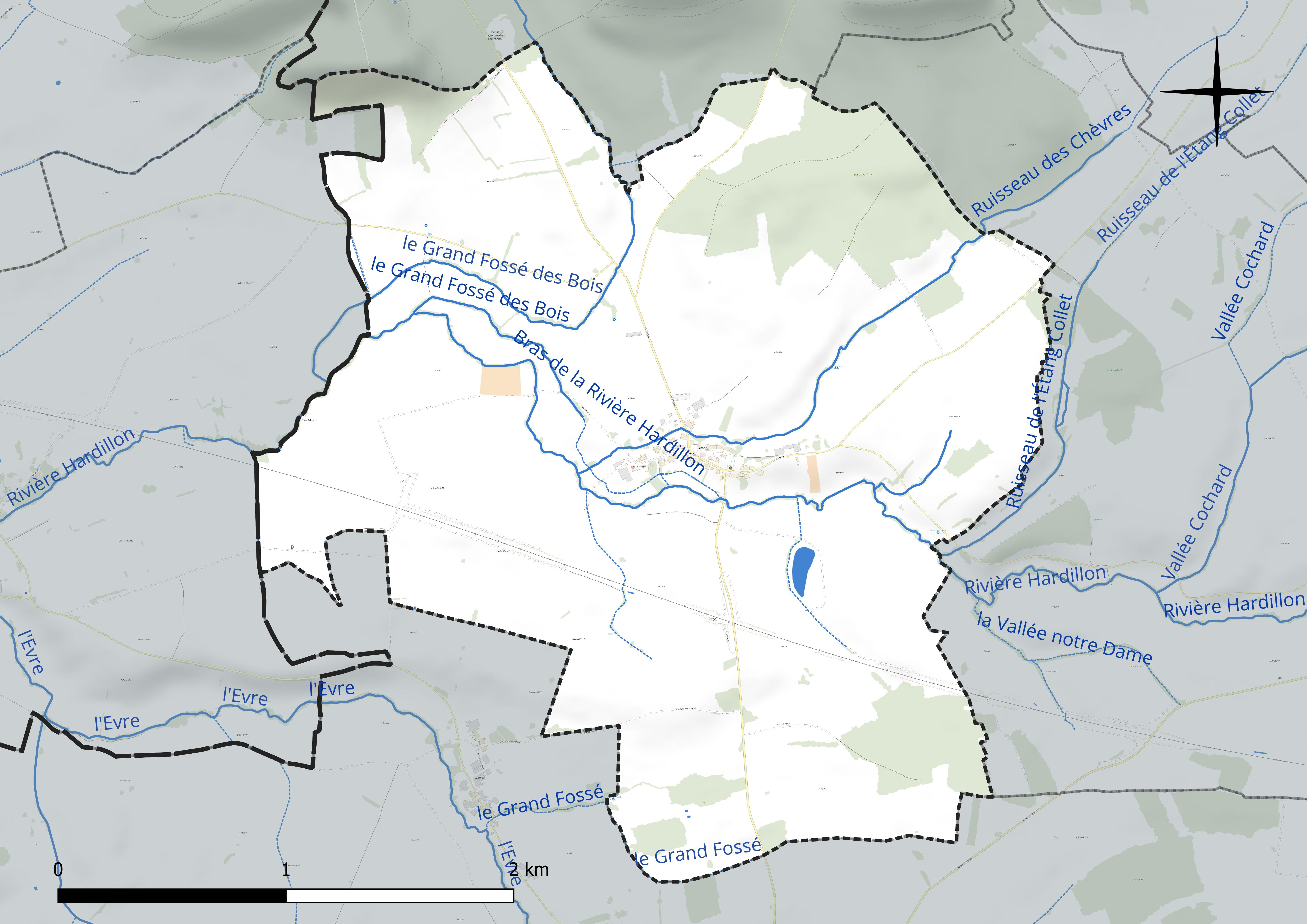
Réseau hydrographique de Brizeaux.

### Climat
Pour des articles plus généraux, voir Climat du Grand Est et Climat de la Meuse.
En 2010, le climat de la commune est de type climat de montagne, selon une étude du Centre national de la recherche scientifique s'appuyant sur une série de données couvrant la période 1971-2000. En 2020, Météo-France publie une typologie des climats de la France métropolitaine dans laquelle la commune est exposée à un climat océanique altéré et est dans la région climatique  Lorraine, plateau de Langres, Morvan, caractérisée par un hiver rude (1,5 °C), des vents modérés et des brouillards fréquents en automne et hiver. 
Pour la période 1971-2000, la température annuelle moyenne est de 9,9 °C, avec une amplitude thermique annuelle de 15,9 °C. Le cumul annuel moyen de précipitations est de 944 mm, avec 13,8 jours de précipitations en janvier et 9,3 jours en juillet. Pour la période 1991-2020, la température moyenne annuelle observée sur la station météorologique de Météo-France la plus proche, « Triaucourt_sapc », sur la commune de Seuil-d'Argonne à 3 km à vol d'oiseau, est de 11,0 °C et le cumul annuel moyen de précipitations est de 796,7 mm. 
La température maximale relevée sur cette station est de 40,1 °C, atteinte le 25 juillet 2019 ; la température minimale est de −17,8 °C, atteinte le 20 décembre 2009,,. 
Les paramètres climatiques de la commune ont été estimés pour le milieu du siècle (2041-2070) selon différents scénarios d'émission de gaz à effet de serre à partir des nouvelles projections climatiques de référence DRIAS-2020. Ils sont consultables sur un site dédié publié par Météo-France en novembre 2022.

## Urbanisme

### Typologie
Au 1er janvier 2024, Brizeaux est catégorisée commune rurale à habitat très dispersé, selon la nouvelle grille communale de densité à sept niveaux définie par l'Insee en 2022.
Elle est située hors unité urbaine. Par ailleurs la commune fait partie de l'aire d'attraction de Sainte-Menehould, dont elle est une commune de la couronne,. Cette aire, qui regroupe 50 communes, est catégorisée dans les aires de moins de 50 000 habitants,.

### Occupation des sols
L'occupation des sols de la commune, telle qu'elle ressort de la base de données européenne d’occupation biophysique des sols Corine Land Cover (CLC), est marquée par l'importance des territoires agricoles (87,2 % en 2018), une proportion identique à celle de 1990 (87,2 %). La répartition détaillée en 2018 est la suivante : 
prairies (69,5 %), terres arables (14,1 %), forêts (12,8 %), zones agricoles hétérogènes (3,6 %). L'évolution de l’occupation des sols de la commune et de ses infrastructures peut être observée sur les différentes représentations cartographiques du territoire : la carte de Cassini (XVIIIe siècle), la carte d'état-major (1820-1866) et les cartes ou photos aériennes de l'IGN pour la période actuelle (1950 à aujourd'hui).

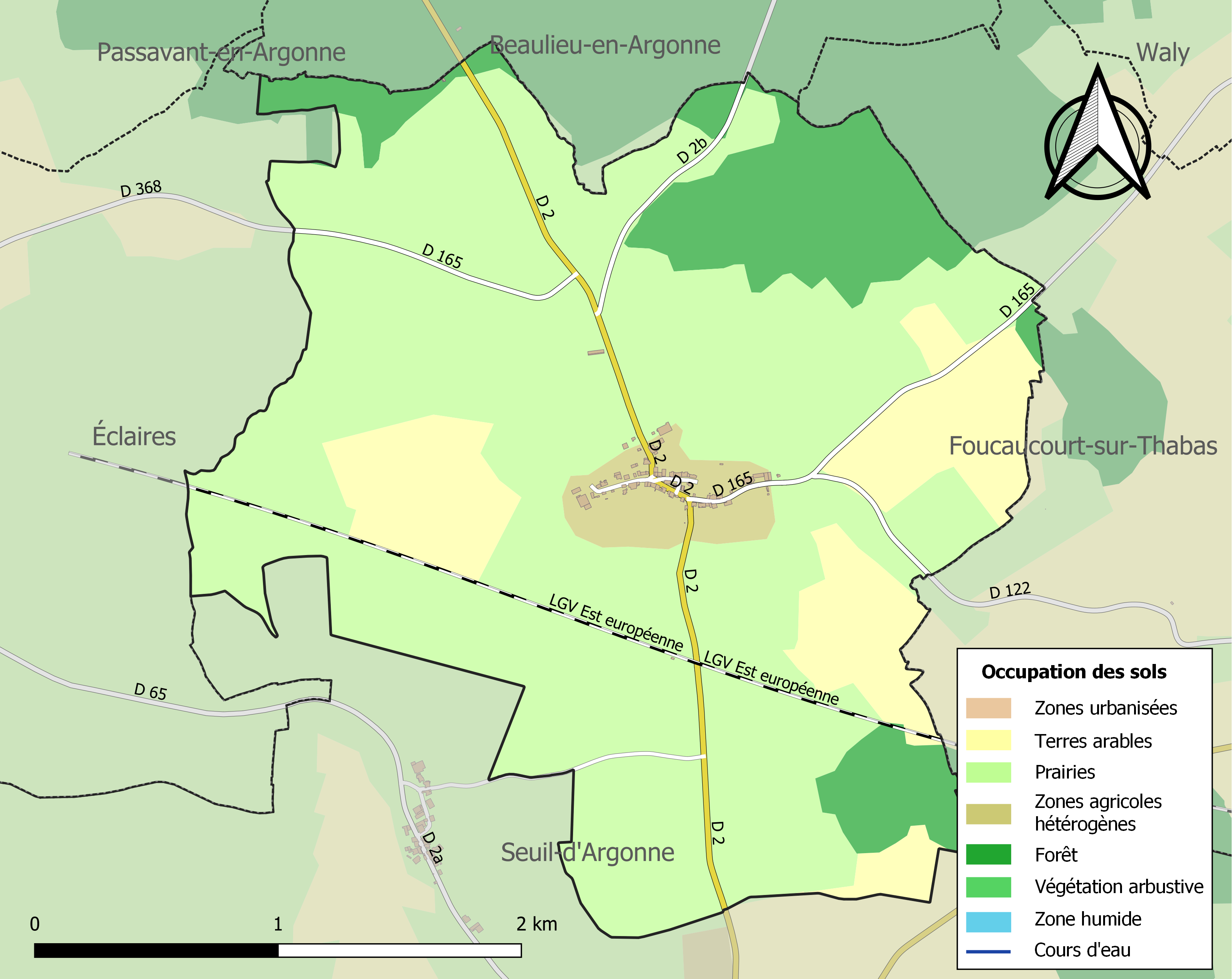
Carte des infrastructures et de l'occupation des sols de la commune en 2018 (CLC).

## Toponymie
Le nom de la localité est attesté sous les formes Brissaux (1656) ; Brizeau (1656) ; Brizundium (1738).

Brizeau, qui pourrait dériver de brize: « le seigle » (le blé de Brizeaux).

## Politique et administration
| Période                                  | Période   | Identité         | Étiquette | Qualité              |
| ---------------------------------------- | --------- | ---------------- | --------- | -------------------- |
| Les données manquantes sont à compléter. |           |                  |           |                      |
| mars 2001                                | mars 2014 | Ivan Bassuel     |           |                      |
| mars 2014                                | mai 2020  | Noël Martin      |           |                      |
| mai 2020                                 | En cours  | Céline Philippot |           | Employée de commerce |

## Population et société

### Démographie
L'évolution du nombre d'habitants est connue à travers les recensements de la population effectués dans la commune depuis 1793. Pour les communes de moins de 10 000 habitants, une enquête de recensement portant sur toute la population est réalisée tous les cinq ans, les populations de référence des années intermédiaires étant quant à elles estimées par interpolation ou extrapolation. Pour la commune, le premier recensement exhaustif entrant dans le cadre du nouveau dispositif a été réalisé en 2006.

En 2022, la commune comptait 62 habitants, en évolution de +6,9 % par rapport à 2016 (Meuse : −4,4 %, France hors Mayotte : +2,11 %).
| 1793 | 1800 | 1806 | 1821 | 1831 | 1836 | 1841 | 1846 | 1851 |
| ---- | ---- | ---- | ---- | ---- | ---- | ---- | ---- | ---- |
| 331  | 372  | 408  | 511  | 494  | 478  | 476  | 535  | 499  |

| 1856 | 1861 | 1866 | 1872 | 1876 | 1881 | 1886 | 1891 | 1896 |
| ---- | ---- | ---- | ---- | ---- | ---- | ---- | ---- | ---- |
| 449  | 445  | 398  | 400  | 390  | 383  | 359  | 323  | 321  |

| 1901 | 1906 | 1911 | 1921 | 1926 | 1931 | 1936 | 1946 | 1954 |
| ---- | ---- | ---- | ---- | ---- | ---- | ---- | ---- | ---- |
| 297  | 286  | 250  | 215  | 187  | 169  | 161  | 150  | 125  |

| 1962 | 1968 | 1975 | 1982 | 1990 | 1999 | 2006 | 2011 | 2016 |
| ---- | ---- | ---- | ---- | ---- | ---- | ---- | ---- | ---- |
| 120  | 94   | 70   | 62   | 48   | 53   | 46   | 52   | 58   |

| 2021 | 2022 | - | - | - | - | - | - | - |
| ---- | ---- | - | - | - | - | - | - | - |
| 61   | 62   | - | - | - | - | - | - | - |

## Culture locale et patrimoine

### Lieux et monuments

#### Édifice religieux
- L'église Sainte-Marie-Madeleine se compose de trois nefs très anciennes renforcées par des contreforts en 1901, d'un chœur construit en 1855 puis consolidé en 1978, du clocher actuel, reconstruit de 1856 à 1870. À l’intérieur, les statues de saint Sulpice, en plâtre d’un goût naïf, proviennent de l’art religieux des boutiques environnant l'église Saint-Sulpice de Paris, fin XIXe siècle. Les vitraux datent de la fin du XIXe siècle et représentent sainte Marie Madeleine, patronne du village et saint Rouin, s’adressant à ses frères avec en fond l’abbaye de Beaulieu.

#### Édifices civils
- Ferme, au 18 Grand-Rue, avec son architecture en pans de bois typique de la maison argonnaise, inscrite au titre des monuments historiques depuis 1992[22].
- Ferme, au 2 rue de Verdun, du XIXe siècle, inscrite au titre des monuments historiques depuis 1992[23] pour ses façades, toitures et four à pain.

### Héraldique
| Blason de Brizeaux | Blason  | Écartelé en sautoir : au 1er d'or au vase dessinant un M avec les deux volutes de parfum qu'il exhale, le tout d'azur, au 2e de gueules à l'épi de seigle d'or ; au 3e de gueules au dextrochère de carnation tenant une crosse d'or mouvant de la partition, au 4e d'or à la roue de moulin d'azur. |
| Blason de Brizeaux | Détails | Création de R.A. Louis avec les conseils de la commission héraldique de l'UCGL. Adopté par la commune en juin 2013. |

## Pour approfondir